# Llubí
Llubí è un comune spagnolo di 2 265 abitanti situato nella comunità autonoma delle Baleari.